# Paris Basket Racing
Paris Basket Racing je bivši francuski košarkaški klub iz Pariza.
Osnovan je 1922. godine kao košarkaški odjel športskog društva Racing Club de Paris. 2000. je godine uzeo ime Paris Basket Racing.
2007. se je godine spojio s klubom iz Pariza Levalloisom čime je nastao novi klub Paris-Levallois Basket.

## Poznati igrači
- Tony Parker
- Mirsad Türkcan
- J.R. Reid

## Poznati treneri
- Božidar Maljković

## Vanjske poveznice
- Službene stranice (fr.)